# Vila Filipina u Trogiru
Vila Filipina u gradiću Trogiru, Kneza Trpimira 2, predstavlja zaštićeno kulturno dobro.

## Opis dobra
Sagrađena je 1912. godine. Vilu Filipina izgradio je građevinski poduzetnik Julij Rantz za vlastito stanovanje na istočnom kopnenom prilazu gradu Trogiru. Jednokatnica kvadratnog tlocrtnog oblika okružena je vrtom s bunarom, a glavna secesijska obilježja kuće ocrtavaju se u asimetričnom južnom pročelju i u oblikovanju krovnih ploha. Južno pročelje markirano je rizalitno izbačenom lođom nad kojom je izgrađen dominantni trokutasti zabat. Ukrašen je lunetom, a prvi vrhu reljefno izvedenim stiliziranim okomitim linijama u žbuci. Pokrov krova izveden je pločama eternita, a vrijedan element secesijskog stilskog izraza su i krovni limeni odušnici. Vila Filipina na čijem su plaštu sačuvani svi izvorni detalji secesijske gradnje uz vilu Biancu predstavlja rijedak primjer gradnje secesijskog sloga u Trogiru, a njena izgradnja nagovještava širenje grada s otoka na kopneni dio početkom 20. st.

## Zaštita
Pod oznakom Z-7023 zavedena je pod vrstom "nepokretno kulturno dobro - pojedinačno", pravna statusa preventivno zaštićena kulturnog dobra, klasificirano kao "stambene građevine".